# Delia inaequalis
Delia inaequalis este o specie de muște din genul Delia, familia Anthomyiidae. A fost descrisă pentru prima dată de Malloch în anul 1920. Conform Catalogue of Life specia Delia inaequalis nu are subspecii cunoscute.